# حديد إسفنجي

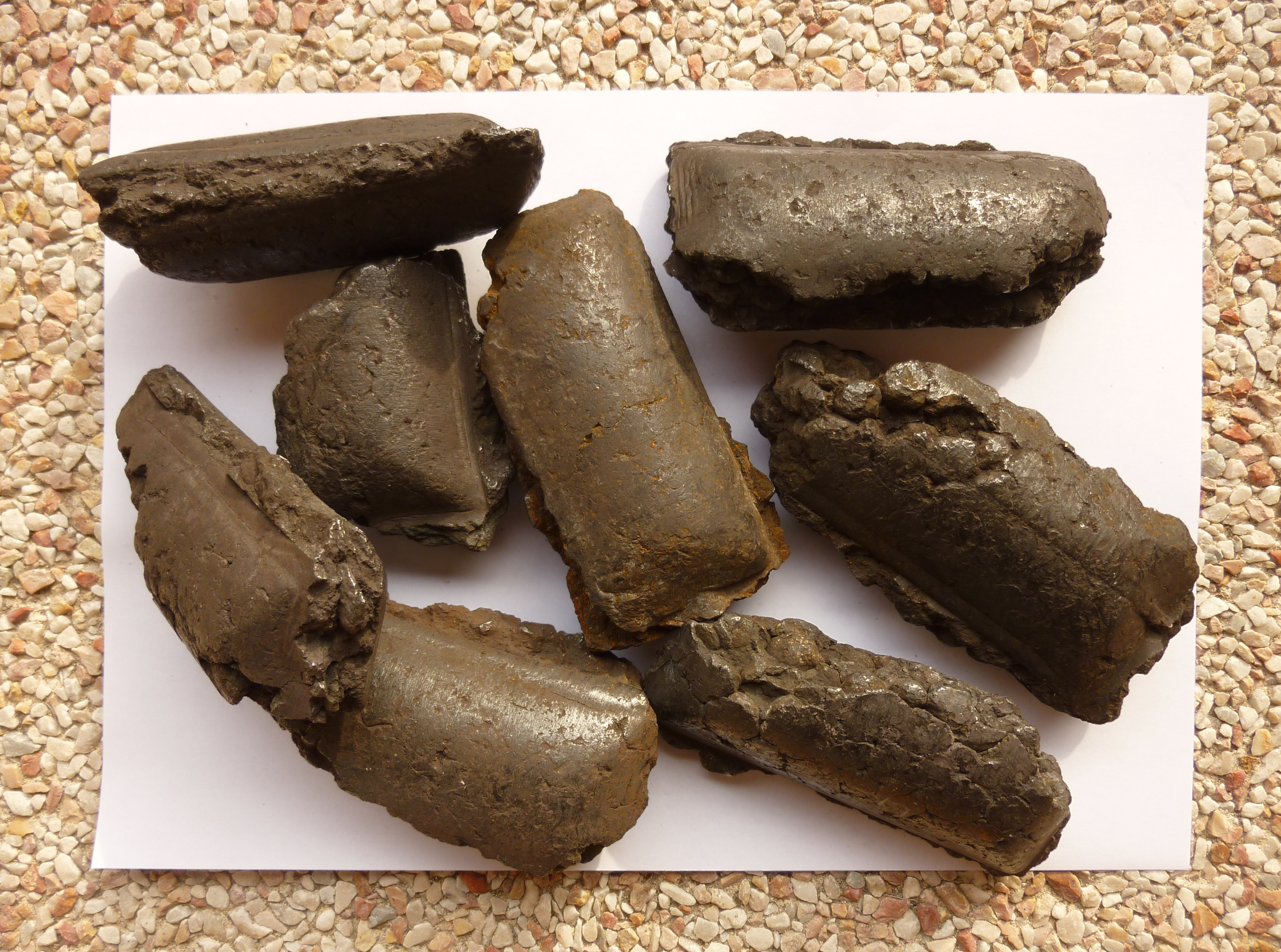

الحديد الإسفنجي هو اسم يطلق على الحديد المختزل عن طريق عملية الاختزال المباشر ويسمى بالإسفنجي نظراً لأنه يَنْتَزِع جزيئات الأكسجين من أكاسيد الحديد فيكون تركيبه الداخلي أشبه بالأسفنج.
تبلغ نسبة الحديد في الإسفنجي حوالي 98% ويعتبر الحديد الإسفنجي منتج وسيط في صناعة الحديد والصلب حيث يدخل إلى أفران القوس الكهربي كمادة خام ويُصْهَر وتُضاف بعض العناصر السبائكية مثل التيتانيوم والفانديوم والمنجنيز من أجل إكساب الصلب الخواص الميكانيكية المطلوبة.
الاختزال المباشر للحديد هي إحدى العمليات التي تدخل في صناعة الصلب حيث تُخْتَزَلُ فيها أكاسيد الحديد بواسطة عدَّة غازات أهمها غاز الهيدروجين 63٪ وغاز أول أكسيد الكربون 16٪ لإنتاج حديد نقي (تصل نسبة الحديد فيه إلى 98% تقريبا) ويسمى الحديد الإسفنجي، ويدخل الحديد الإسفنجي بعد ذلك إلى أفران القوس الكهربي لصهره وإضافة بعض المعادن إليه وبذلك يُنْتَج الصلب.

## اقرأ أيضا
- فرن لافح
- فرن أكسجين قاعدي
- حديد غفل = حديد تمساحي